# Świstak tatrzański
Świstak tatrzański (Marmota marmota latirostris) – endemiczny podgatunek świstaka występujący w Tatrach. W przeszłości był zwierzęciem łownym, w XIX wieku jego liczebność drastycznie spadła. Jest roślinożercą aktywnym latem, żyje w terytorialnych klanach rodzinnych w górach od regla górnego do piętra turniowego. Należy do najrzadziej występujących kręgowców w Polsce i podlega tu ścisłej ochronie gatunkowej. Chroniony jest także prawnie na Słowacji. Czerwona lista zwierząt ginących i zagrożonych w Polsce oraz Polska czerwona księga zwierząt określają świstaka tatrzańskiego jako podgatunek silnie zagrożony (EN), zaś Czerwona lista dla Karpat dla Polski nadaje mu oznaczenie „CR” – skrajnie zagrożony. Jest to zwierzę stosunkowo słabo poznane.

## Historia odkrycia i badań

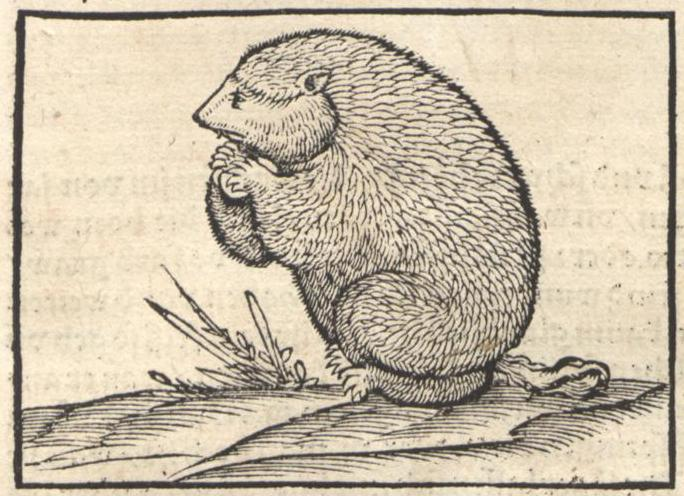
Najstarsza znana rycina Marmota marmota (Kosmografia czyli opisanie świata Sebastiana Münstera, 1545)

Szersze poznawanie świstaka w Polsce było wyznaczone przez powolny postęp osadnictwa w rejonie Tatr, którego początki sięgały przywileju Bolesława Wstydliwego z 1255 roku dla szczyrzyckiego opactwa Cystersów: Nadajemy nadto opatowi onemuż: łowiectwo wolne, wszelkie, w lasach okolicznych aż po góry nazwane: Tatrami. Historyczne relacje wspominają, że z czasem w polowaniu na świstaki wyspecjalizowała się grupa myśliwych, zwana „świszczarzami”. Opisy tatrzańskich świstaków były bardzo skromne i raczej odnosiły się do walorów łowieckich. Węgierski pastor Andreas Jonas Czirbesz pisał w 1774 roku: Świstak karpacki przebywa latem i zimą w jamach najwyższych szczytów górskich. Karmi się korzeniami oraz ziołami i ma tłuste, smaczne mięso. Ceniono mięso, skóry, ale przede wszystkim sadło, które miało szerokie zastosowanie w medycynie ludowej. Na temat świstaków pisali; w 1719 roku nauczyciel Georg Buchholtz, w 1721 polski przyrodnik i jezuita Gabriel Rzączyński, w 1750 gdański przyrodnik Jacob Theodor Klein, a w 1779 roku polski przyrodnik i duchowny Jan Krzysztof Kluk wspominał o „świszczach” w Karpatach. Świstaki były odławiane niemal bez ograniczeń do około 1868 roku, a po ówczesnej węgierskiej stronie Tatr do 1883 roku, kiedy to wprowadzone zostały przepisy chroniące ten gatunek. W 1865 roku powstał pierwszy opis biologii świstaka. Autorem pozycji „O świstaku” był Maksymilian Nowicki – współtwórca Towarzystwa Tatrzańskiego, badacz fauny i flory tatrzańskiej oraz pionier ochrony przyrody w Polsce. Nowicki tłumacząc obowiązującą wówczas dla świstaków nazwę rodzajową Arctomys (gr. ἄρκτος arktos – niedźwiedź – oraz łacińskie „mus” – mysz, szczur) używał określenia „misiomysz”, natomiast piszący w tym samym okresie Ludwik Zejszner słowa „niedźwiedziomysz”: ...osobliwe to zwierzątko wygląda jakby składało się z dwóch innych; łbem podobne myszy, resztę ciała niedźwiedziowi, pokryte długim włosem nie różniącym się od szopów. Górale nazywają go świstakiem dla jego szczególnego szczekania, pojedyncze bowiem głosy szczekania tego tak są ściągnięte, że mają wielkie podobieństwo do świstu... W holach Tatrowych robi świstak bardzo długie nory, te wyściela mchem, trawą i podobnie jak wiele zwierząt, odbywa sen zimowy. Z końcem lata znosi do jam swoich liczne zapasy korzonków, i niemi utuczony, doszedłszy nadzwyczajnej otyłości, zasypia w tej zimowej siedzibie, i dopiero z wiosną budzi się zupełnie wychudły.

## Systematyka i ewolucja
Zaliczany do rodziny wiewiórkowatych (Sciuridae) gatunek Marmota marmota zaczął zasiedlać tereny Europy już w plejstocenie. Występował na rozległym terenie – od obecnej Belgii i wybrzeży kanału La Manche po Kotlinę Panońską. W holocenie, wraz z ociepleniem klimatu, świstaki musiały wybierać bardziej sprzyjające miejsca. Umiarkowane ciepło terenów zalesionych nie było dla nich przyjazne, bowiem ich organizmy nie są dobrze dostosowane do wyższych temperatur. Chłodniejsze siedliska znalazły w wypiętrzonych łańcuchach górskich Europy. Z czasem musiały zawęzić swoje tereny do pasma alpejskiego i Tatr. Rozdzielenie populacji alpejskiej od karpackiej mogło nastąpić 15–50 tysięcy lat temu, jednak przez wiele lat nie zauważano różnic między świstakiem mieszkającym w Tatrach a jego alpejskim kuzynem i obie populacje traktowano jako rozdzielone geograficznie lokalizacje jednolitego gatunku. Na przełomie lat pięćdziesiątych i sześćdziesiątych XX wieku czechosłowaccy naukowcy podjęli badania porównawcze. W tym celu 31 maja 1961 roku odstrzelono świstaka z kolonii w Wielkim Żlebie Krywańskim. Badania holotypu przeprowadził Josef Kratochvíl, zoolog brneńskiej uczelni rolniczej, i stwierdził znaczne różnice w budowie kości nosowej w stosunku do przedstawicieli populacji alpejskich. Po przeprowadzeniu dodatkowych porównań wyników badań kraniologicznych czaszek 10 świstaków tatrzańskich (wyselekcjonowanych z 16 pozyskanych do badań) i 40 świstaków z Alp (27 czaszek zbadał osobiście, a dane pomiarów 13 były wynikiem pracy Gerrita Millera z 1912 roku) Kratochvíl stwierdził, że w grupie porównawczej pojawia się prawidłowość polegająca na tym, że przednia, twarzowa część kości nosowej jest znacznie szersza i dłuższa u świstaków tatrzańskich niż u zwierząt z Alp. Dodatkowo stwierdził, że świstaki mieszkające w Tatrach są mniejsze od swych kuzynów i mają nieco inne ubarwienie futra. Ostatecznie Kratochvíl wydzielił świstaki z Tatr do odrębnego podgatunku M. marmota latirostris, zaś świstaki z populacji alpejskiej oznaczył jako M. marmota marmota. Niektórzy zoolodzy podają w wątpliwość, czy zaobserwowane różnice nie mogą być jedynie przejawem zmienności osobniczej w obrębie nielicznej populacji. Dotychczas nie przeprowadzono jednak badań genetycznych, które mogłyby przesądzić o tej sprawie.

### Etymologia
Nazwa rodzajowa Marmota być może wywodzi się z języków gallo-romańskich, oznaczając mamrotanie lub mruczenie, lub z łaciny, wiążąc się z określeniem mus montanus, czyli mysz górska. Epitet podgatunku latirostris wywodzi się z dwóch łacińskich słów: człon „lati-” pochodzi od łac. lātus: szeroki, a „-rostris” z łac. rōstrum: nos, dziób i łącznie można go przetłumaczyć jako „szerokonosy”. Epitet jest nawiązaniem do spłaszczonej i szerszej, niż u przedstawicieli populacji alpejskiej, części twarzowej kości nosowej (os nasale) zwierzęcia. Polska nazwa gatunkowa „świstak” pochodzi od charakterystycznych odgłosów wydawanych przez zwierzę. W przeszłości świstak był także określany nazwą „świszcz”.

## Morfologia
Świstak tatrzański należy do największych europejskich gryzoni. Wielkością zbliżony jest do kota domowego. Tułów świstaka jest masywny. Jego długość (wraz z głową) wynosi od 45 cm do 65 cm (w innym źródle ten sam autor podaje 40–60 cm). Na wiosnę masa ciała dorosłego samca wynosi od 2,7 do 3,4 kg, zaś samicy od 2,5 do 3,0 kg. W sezonie od wiosny do jesieni świstaki zaczynają jednak odżywiać się kaloryczniej, przyjmują więcej węglowodanów pochodzących z nasion traw, a tkanka tłuszczowa brunatna znacznie się rozbudowuje, tworząc rezerwę energetyczną na czas kolejnej hibernacji. Masa ciała świstaka zaczyna się więc w tym okresie wyraźnie zwiększać i do jesieni potrafi wzrosnąć do ponad 6 kg, z czego ponad 2 kg przypadają na tkankę tłuszczową. Puszysty ogon ma długość od 13 do 17 cm.
Podstawę futra stanowi długi, mocny i gruby włos okrywowy. Podszerstek jest zwarty, tworzą go włosy krótsze, wełniste i lekko skręcone. Ubarwienie futra określa się jako rdzawobrązowe przechodzące w brunatnoczarne. Włos pod względem wybarwienia jest znacznie zróżnicowany. U jego nasady mogą dominować kolory czarny lub ciemnobrunatny, wyżej płowy, czarny lub rudy, a na końcach płowy lub beżowy. Ubarwienie futra danego osobnika jest wypadkową dominacji kolorów włosów w poszczególnych jego partiach – od ciemnoszarego przez jasnobrązowy po rudy. Na brzuchu futro ma barwę jaśniejszą – jasnobeżową, żółtawą. Głowa pokryta jest krótszym, przylegającym do ciała włosem i ma zwykle barwę ciemną, czarną i szarą. Między oczami znajduje się jasna plama. Pysk jaśniejszy, siwy. Ogon czarnobrązowy, z końcówką czarną. Futro młodych osobników do 1 roku życia jest wyraźnie ciemniejsze i bardziej puszyste. Linienie następuje zwykle raz do roku, w okolicy czerwca. Samice, osłabione wówczas karmieniem nowego potomstwa, mogą mieć futro niekompletne, a do linienia mogą przystąpić z około czterotygodniowym opóźnieniem. Z wiekiem futro ulega skręcaniu i jest bardziej nastroszone. Starsze świstaki, szczególnie po śnie zimowym, mogą mieć na grzbiecie i na ogonie wyleniałe miejsca.

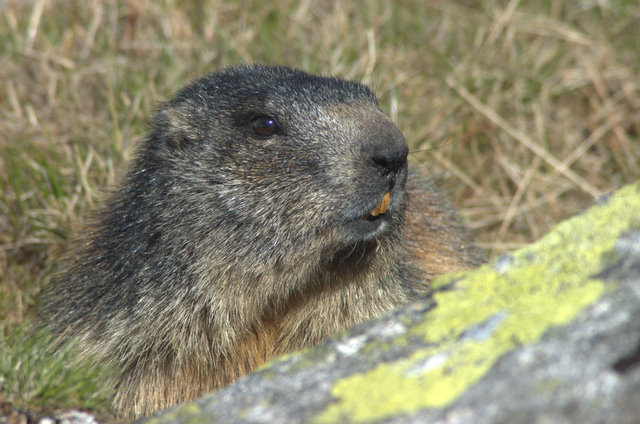
Głowa świstaka

Na bokach pyska świstaka wyrasta po pięć rzędów wibryssów o długości do 8 cm. Włosy czuciowe są także rozmieszczone na brwiach. Świstak nie ma gruczołów potowych. Czoło świstaka jest płaskie i szerokie. Uszy krótkie (2–2,5 cm), obustronnie owłosione, są niemal całkiem schowane w sierści głowy. Oczy są małe, czarne. Przednie łapy są krótkie, mocne i chwytne, wyposażone w 4 owłosione palce zakończone liczącymi 2–2,5 cm pazurami stanowiącymi pomocne narzędzie w kopaniu nor oraz w przytrzymywaniu pokarmu. Umięśnione łapy tylne kończą się 5 palcami z ostrymi pazurami.
Zewnętrzną powierzchnię siekaczy pokrywa twarde szkliwo o podłużnym bruzdkowaniu. Jej wybarwienie zmienia się wraz z wiekiem zwierzęcia. U młodych jest biała, a z wiekiem ciemnieje, staje się pomarańczowa i niemal brązowa. Tylną, wklęsłą powierzchnię siekaczy buduje krucha zębina. Układ zgryzu siekaczy ma charakter nożycowy. Wzór zębowy świstaka to: {\displaystyle {\tfrac {1023}{1013}}}.
U samic występuje pięć par gruczołów mlekowych.

### Różnice morfologiczne w stosunku do świstaka alpejskiego
Główną cechą, która pozwoliła wyodrębnić tatrzański podgatunek świstaka, były wymiary twarzowej części kości nosowej:
| Cecha czaszki                        | świstak alpejski | świstak tatrzański |
| ------------------------------------ | ---------------- | ------------------ |
| szerokość czaszki za oczodołami (mm) | 19,3             | 18,5               |
| długość kości nosowej (mm)           | 39,4             | 41,7               |
| szerokość kości nosowej (mm)         | 17,4             | 19,2               |

Ponadto świstaki tatrzańskie charakteryzują się jaśniejszym futrem i mają ubarwienie siwobrązowe, podczas gdy u podgatunku alpejskiego jest ono ciemnobrązowe, często z odcieniem rudawym. M. marmota latirostris ma mniejszą masę ciała. Źródła nie podają jednak szczegółów tej różnicy.
Mimo różnic w biotopach obu podgatunków (świstak alpejski zajmuje lokalizacje na wysokości do 3200 m n.p.m.) nie stwierdzono różnic w zachowaniu i sposobie życia.

## Tryb życia
Świstak tatrzański to zwierzę dzienne, o terytorialnym i socjalnym sposobie życia. Jest monogamiczny, a poszczególne rodziny łączą się w kolonie, których jądro stanowi zwykle dominująca para zwierząt.

### Roczny cykl życiowy
Roczny cykl życiowy świstaka składa się z dwóch okresów: aktywności letniej i snu zimowego.

#### Aktywność letnia

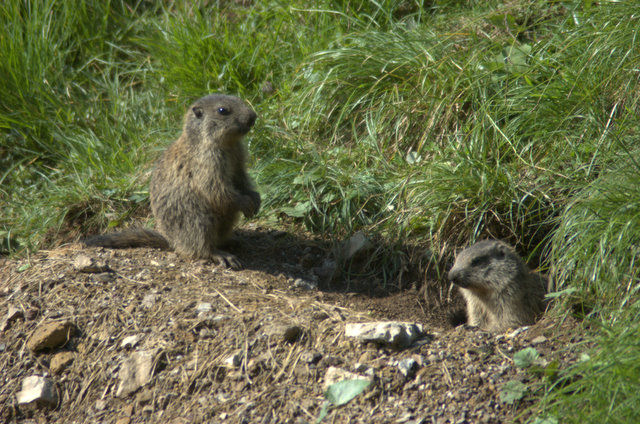
Koniec lipca – młode świstaki na tzw. „halni” przed norą, czują się już pewniej

Aktywność letnia świstaka rozpoczyna się na przełomie kwietnia i maja i trwa do drugiej połowy września lub pierwszej połowy października. Najwcześniejsze pojawienie się świstaka na powierzchni odnotowano 22 kwietnia, a najpóźniejsze – 10 maja. Czas trwania tego okresu to 139–158 dni (lub 139–161), średnio 148 (lub 150,7).
Pierwsza wiosenna aktywność cyklu życiowego świstaków po przebudzeniu ze snu zimowego wiąże się z okresem godów. Ruja ma miejsce zwykle w drugiej dekadzie maja. Kopulacja odbywa się zarówno w norze, jak i poza nią. Ciąża trwa około 33 dni. Młode przychodzą na świat w norze w drugiej dekadzie czerwca. Rodzi się 1–6 młodych, najczęściej 2–3. Pod opieką samicy pozostają w norze do drugiej połowy lipca. Stały pokarm przyjmują od 8 tygodnia życia. Samodzielne życie podejmą dopiero po 3–4 latach, kiedy osiągną dojrzałość płciową.
Początek letniej aktywności wiąże się także z poszukiwaniem nowych miejsc. Świstaki migrują na odległość do 3000 m.
W ciągu dnia w okresie letnim świstak spędza czas na żerowaniu (43,9%) oraz patrolowaniu terenu (40,3%). Pozostałe czynności: przemieszczanie się, zbieranie zapasów zimowych, kopanie i porządkowanie nor, zabawa, higiena zajmują zwykle tylko 8,9% czasu, zaś przebywanie w norze podczas dnia to przeciętnie 6,9%.
Pomiędzy stanowiskami istnieją trzy różne kontakty zwierząt.
Najczęściej występuje kontakt lokomotoryczny, a następnie akustyczny i wizualny.

#### Sen zimowy
Na przełomie września i października dla świstaka tatrzańskiego kończy się czas letniej aktywności i rozpoczyna się okres snu zimowego. Sygnałem dla organizmu zwierzęcia są zmiany w otoczeniu. Temperatura powietrza obniża się, dni stają się krótsze, ubożeje roślinność stanowiąca pożywienie. Świstaki zwijają się w kłębek i wspólnie układają na dnie komory nory zimowej. Procesy metaboliczne ulegają spowolnieniu, dzięki czemu temperatura ciała obniża się z 37,7 °C do 8–10 °C, a więc do temperatury niższej o około 2–3 °C od temperatury panującej w norze. W wyjątkowych sytuacjach temperatura ciała może spaść nawet do 3–5 °C. Częstość oddechów spada z 16 nawet do 2–3 (lub 4–5) na minutę, bowiem zużycie tlenu w czasie hibernacji maleje około trzydziestokrotnie, a częstotliwość pracy serca zmniejsza się z 220 do 30 skurczów na minutę. Inne źródła określają częstotliwość skurczów komór serca w okresie letnim na 130, a jej zmniejszenie w czasie snu zimowego do 15 na minutę.
Młode hibernują zazwyczaj w środku rodziny, otulone przez starsze osobniki, co pozwala im łatwiej przetrwać obciążenie snu zimowego. Dorosłe świstaki gromadzą na ten okres więcej tłuszczu. Zachowują też nieco wyższą temperaturę ciała.
W okresie hibernacji świstak budzi się co mniej więcej 3 tygodnie. Przebudzenie trwa około 12–30 godzin, po czym zwierzę wraca do snu. Impulsem do przebudzenia może być spadek temperatury w norze do 0 °C. Zbyt duża ilość przebudzeń w trakcie snu zimowego jest dla organizmu świstaka bardzo kosztowna energetycznie. Podczas tych krótkich przebudzeń temperatura ciała świstaka rośnie do około 34 °C, co gwałtownie wzmaga wydatek energetyczny i zużyciu ulega nawet 90% zapasów zgromadzonych w postaci brunatnej tkanki tłuszczowej. W przypadku przedłużającej się zimy organizm może być nadmiernie wyczerpany, co może spowodować śmierć zwierzęcia. W czasie snu zimowego masa ciała świstaka znacznie spada.
Hibernacja trwa 201–227, średnio 215 dni.

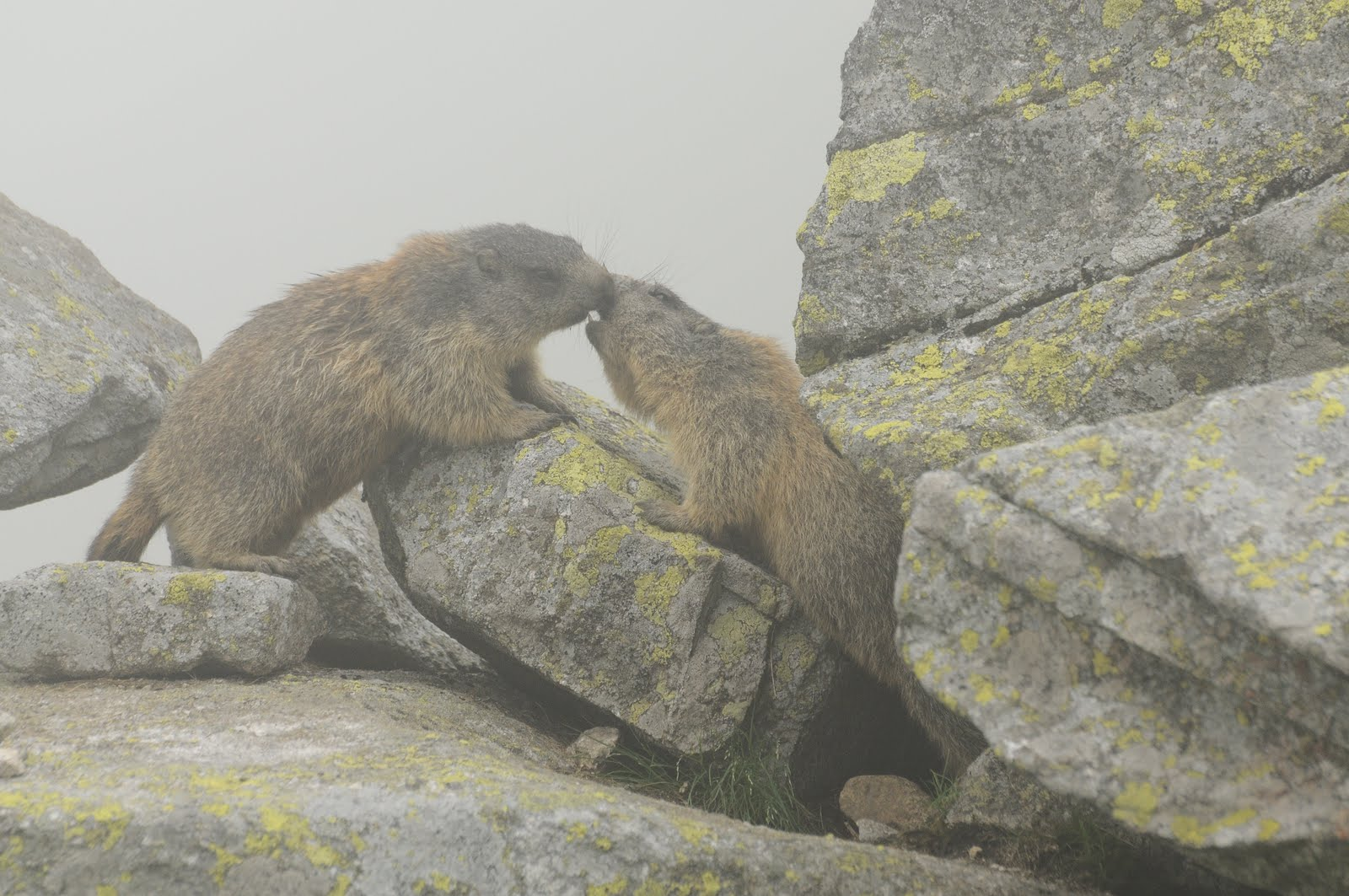
Powitanie dwóch świstaków w Dolince Koziej

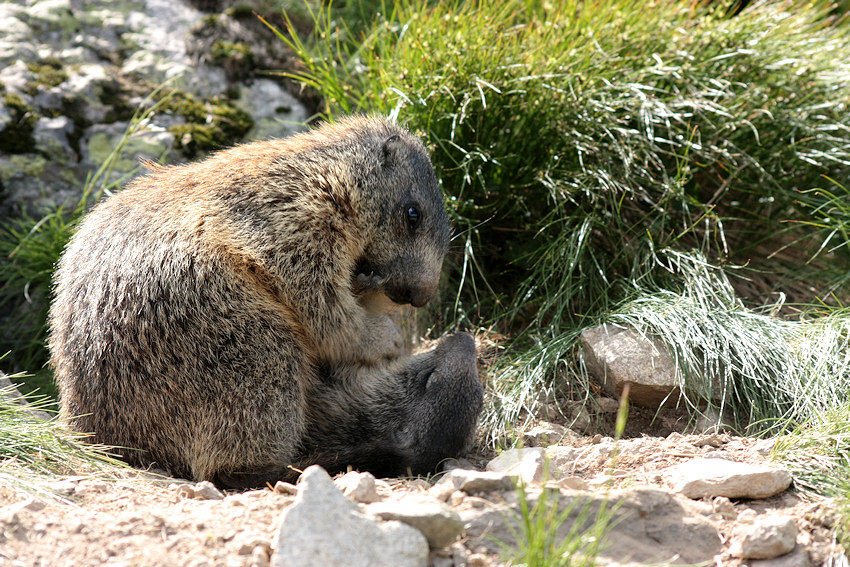
Zapasy młodych na zboczu Wołowca

### Struktura społeczna
Klan rodzinny może składać się z kilkunastu osobników – pary dominującej, ich potomstwa z różnych roczników oraz zwierząt przysposobionych. Zdaniem byłego dyrektora TPN Wojciecha Gąsienicy-Byrcyna, w skład kolonii może wchodzić kilka rodzin świstaków. Terytorializm świstaka przejawia się w codziennej potrzebie demonstracyjnego patrolowania granic przez dominującego samca, podczas którego systematycznie oznacza teren swoim zapachem. Najprawdopodobniej odbywa się to za pomocą wydzieliny gruczołów zlokalizowanych w rejonie odbytu oraz gruczołów policzkowych i gruczołów rozmieszczonych w poduszeczkach łap. Tak oznaczone terytorium jest bronione przez samca przed osobnikami z sąsiednich kolonii. Pierwszymi ostrzeżeniami są sygnały wzrokowe. Samiec stroszy wówczas sierść i macha wyciągniętym pionowo ogonem. Jeśli nie wystarczy odstraszanie, dochodzi do walki, w której decydujące rany zadawane są za pomocą siekaczy. Jeśli walka jest wyrównana i żaden z samców nie podda się i nie ucieknie, wówczas bijatyka może trwać nawet przez cały dzień. Agresywna obrona jest skierowana głównie w stosunku do obcych dorosłych samców. Osobniki młode mogą bez obawy odwiedzać nawet centrum terytorium obcej kolonii. Są postrzegane jako kandydaci do przysposobienia do kolonii niezagrażający pozycji samca dominującego.
Socjalny charakter kolonii świstaków przejawia się we wspólnych działaniach. Wspólnie budują nory, razem śpią i wzajemnie pomagają sobie w pielęgnacji futra. Młode bawią się razem w grupie, siłując się, stojąc w pozycji słupka albo gonią się nawzajem po terenie kolonii. Spotykające się świstaki trącają się nosami i obwąchują. Czasami dają też wyraz podnieceniu, poruszając ogonami w górę i dół. Rozmnażanie jest także objęte konkretnymi regułami i jest zastrzeżone tylko dla pary dominującej. Pozostające w klanie dojrzałe osobniki muszą się w tym zakresie podporządkować przywódcy. Okresowe walki o przywództwo mogą się kończyć zdetronizowaniem dominującego samca. Zostaje on wówczas wypędzony poza kolonię, a zwycięzca dla przypieczętowania swej władzy zabija czasem jego potomstwo.

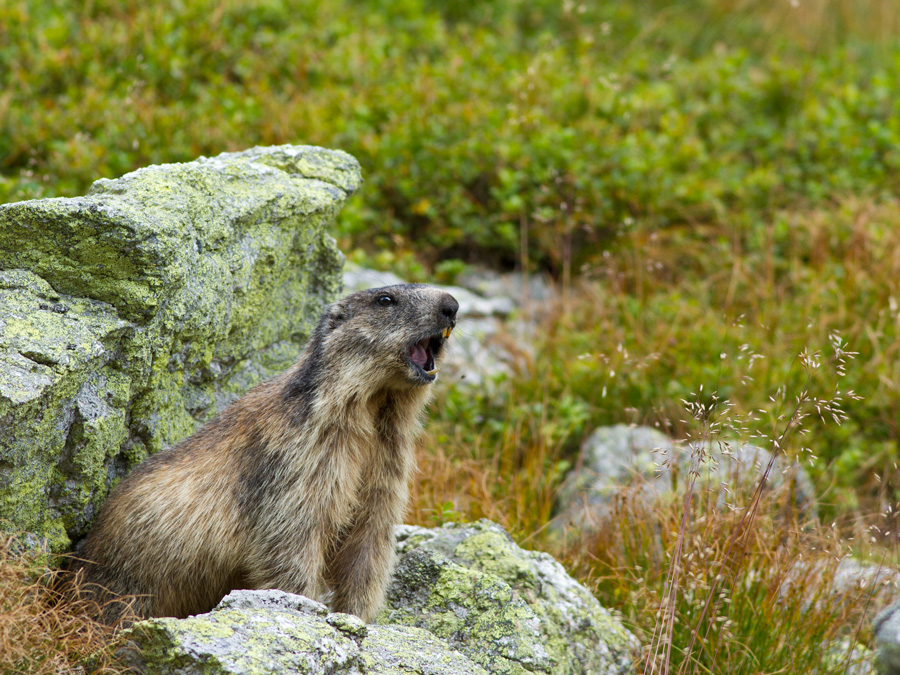
Świst, a raczej krzyk świstaka w Dolinie Zadniej Raczkowej

### Głos
Świstaki komunikują się między sobą również za pomocą gwizdów czy raczej krzyków, bowiem dźwięk wydobywa się z otwartego na oścież pyszczka. Jego podstawową funkcją jest ostrzeganie członków klanu przed niebezpieczeństwem. Można wyróżnić kilka różnych stopni gwizdów alarmowych. Obecność człowieka, psa lub lisa sygnalizowana jest serią gwizdów o średnim natężeniu – wówczas świstaki sprawnie przechodzą do najbliższej nory i u jej wylotu obserwują, jak potoczą się wypadki. Seria gwizdów zazwyczaj zniechęca też lisa, który jest świadomy, że po usłyszeniu sygnałów alarmowych żaden świstak nie padnie jego łupem. Największe zagrożenie, np. pojawienie się orła, sygnalizuje pojedynczy ostry gwizd. Wówczas świstaki uciekają bez chwili wahania i zaszywają się w norze.
Świstaki wydają także inne dźwięki, które można określić jako piski czy pomruki. Nie przekazują one informacji ostrzegawczych.

## Rozmieszczenie geograficzne
Zasięg występowania gatunku Marmota marmota zawiera się pomiędzy 44° a 49° N. Naturalne populacje zachowały się w dwóch pasmach górskich: w Alpach i w Tatrach. Tatry stanowią północny zasięg występowania gatunku (49° 14” N). Alpy są zasiedlane przez podgatunek Marmota marmota marmota, natomiast Marmota marmota latirostris jest endemitem żyjącym w Polsce i na Słowacji. Pionowy zasięg rozmieszczenia stanowisk świstaka tatrzańskiego wynosi: od 1380 do 2050 m n.p.m. lub według innych źródeł: w polskich Tatrach 1750–1950 m n.p.m. (x=1870 m n.p.m.), zaś w całym masywie Tatr od 1380 do 2330 m n.p.m.
W głównym paśmie Tatr zinwentaryzowano 207 nor głównych, a w Tatrach Niżnych 46, lub – według innych źródeł – 40. Populacja świstaka tatrzańskiego po polskiej stronie Tatr została określona na 150–200 zwierząt, zaś łącznie w całych Tatrach mniej niż 1000 osobników.

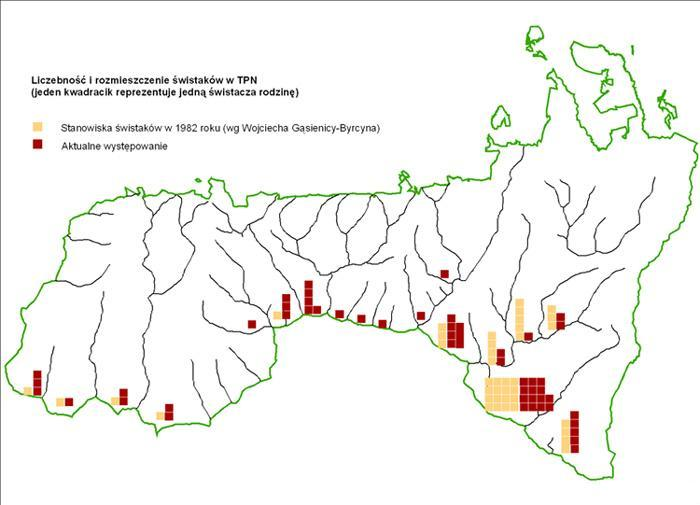
Rozmieszczenie rodzin świstaka w TPN

Kwestia precyzyjnego określenia tatrzańskich lokalizacji M. marmota latirostris napotyka na pewne trudności. O ile łatwo stwierdzić, że autochtoniczny podgatunek świstaka tatrzańskiego występuje w Tatrach Zachodnich i Wschodnich, o tyle pochodzenie świstaków występujących w słowackich Niżnych Tatrach (z najwyższym szczytem Dziumbierem) oddzielonych od głównego masywu Tatr Kotliną Liptowską nie jest jasne. Wprawdzie Ludwik Zejszner twierdził, że już w 1845 roku świstaki mieszkały w okolicy Soliska i Dumbiera, ale część badaczy jest zdania, że populacja w Niżnych Tatrach jest introdukowana z innych części Tatr. Fakt XIX-wiecznej introdukcji w okolicy Królewskiej Hali we wschodniej części Niżnych Tatr jest podawany przez wielu badaczy. Niektórzy podają nawet konkretny przedział czasowy, kiedy miało do niej dojść: około 1859–1867. Inni uważają, że tamtejsze świstaki z zachodniej części Niżnych Tatr to populacja postglacjalna, bowiem ich zdaniem świstaki nie byłyby w stanie przeniknąć przez zalesione tereny centralnej części Niżnych Tatr z miejsc wcześniejszych introdukcji. W 1961 roku znawca problematyki fauny tatrzańskiej, zoolog ze stacji badawczej parku narodowego Milič Blahout, pisał jednak wprost o introdukcji świstaków pochodzących z Alp Austriackich wypuszczonych w Niżnich Tatrach w latach 1859–1867. Barbara Chovancová, kierująca programem ochrony świstaków i kozic w słowackim Tatrzańskim Parku Narodowym (TANAP), nie ma wątpliwości, że w rejonie Dumbiera w Niżnych Tatrach dwukrotnie dokonywano introdukcji. W 1859 roku wypuszczono tam świstaki alpejskie, a w 1867 także dwie pary świstaków z Tatr Wysokich. Gdyby tak było w rzeczywistości, to mogło dochodzić do hybrydyzacji przedstawicieli obu podgatunków świstaka. Słowaccy autorzy wspominają wprawdzie o możliwej wymianie genów między populacjami z zachodniej i wschodniej części Tatr Niżnych, jednak w większości uważają, że w Niżnych Tatrach mieszka wyłącznie Marmota marmota latirostris. Ciekawą hipotezę zamieszania z potencjalną historyczną introdukcją podawał Kratochvíl. Zwracał mianowicie uwagę, że historyczne informacje na temat świstaków w Karpatach mogły się odnosić do populacji żyjących jeszcze w XIX wieku w Karpatach znajdujących się na terenie Rumunii i na ukraińskim Zakarpaciu. Brakuje jednak miarodajnych badań kraniologicznych lub genetycznych, które rozstrzygałyby kwestię pochodzenia populacji w słowackich Tatrach Niżnych.
Wiele danych o historycznych lokalizacjach występowania świstaka w Tatrach odczytywano z rozbudowanego lokalnego nazewnictwa nawiązującego do występowania świstaków: Świstowy Szczyt (słow. Svišťový štít), Dolina Świstowa (Svišťová dolina), Świstowy Potok (Svišťovský potok), Świstówka Roztocka, Świstówka Waksmundzka, Mała Świstówka (Malá Svišťovka), Wielka Świstówka (Veľká Svišťovka), Świstowa Przełęcz (Svišťové sedlo), Świstowa Grań z wchodzącymi w jej skład Świstowymi Turniami (Svišťové veže), Świstowa Rówień, Świstowe Stawki (Svišťové plieska), Świstowy Róg (Svišťový roh), Świstowa Kopka (Svišťová kôpka), Świstowy Przechód (Svišťový priechod), Świstowy Grzbiet (Svišťový chrbát), Rakuski Przechód (Sedlo pod Svišťovkou), Świstówka Liptowska (Svišťovka), Nižná svišťová jaskyňa, Vyšná svišťová jaskyňa. Nazwy te pojawiają się w literaturze dopiero w XVII wieku, ale Rzączyński już w 1721 roku podaje, że „znajduje się w Alpach i górach Karpackich w dolinie nazwanej Świszcza” (prawdopodobnie chodziło o Dolinę Świstową).
W ostatnim dziesięcioleciu niewielką liczbę świstaków z populacji w Tatrach słowackich introdukowano w ukraińskiej części Karpat Wschodnich.

### Kopalne ślady występowania
Kopalne ślady występowania świstaków stwierdzono na Morawach, a w Polsce w okolicach Jasła.

## Ekologia

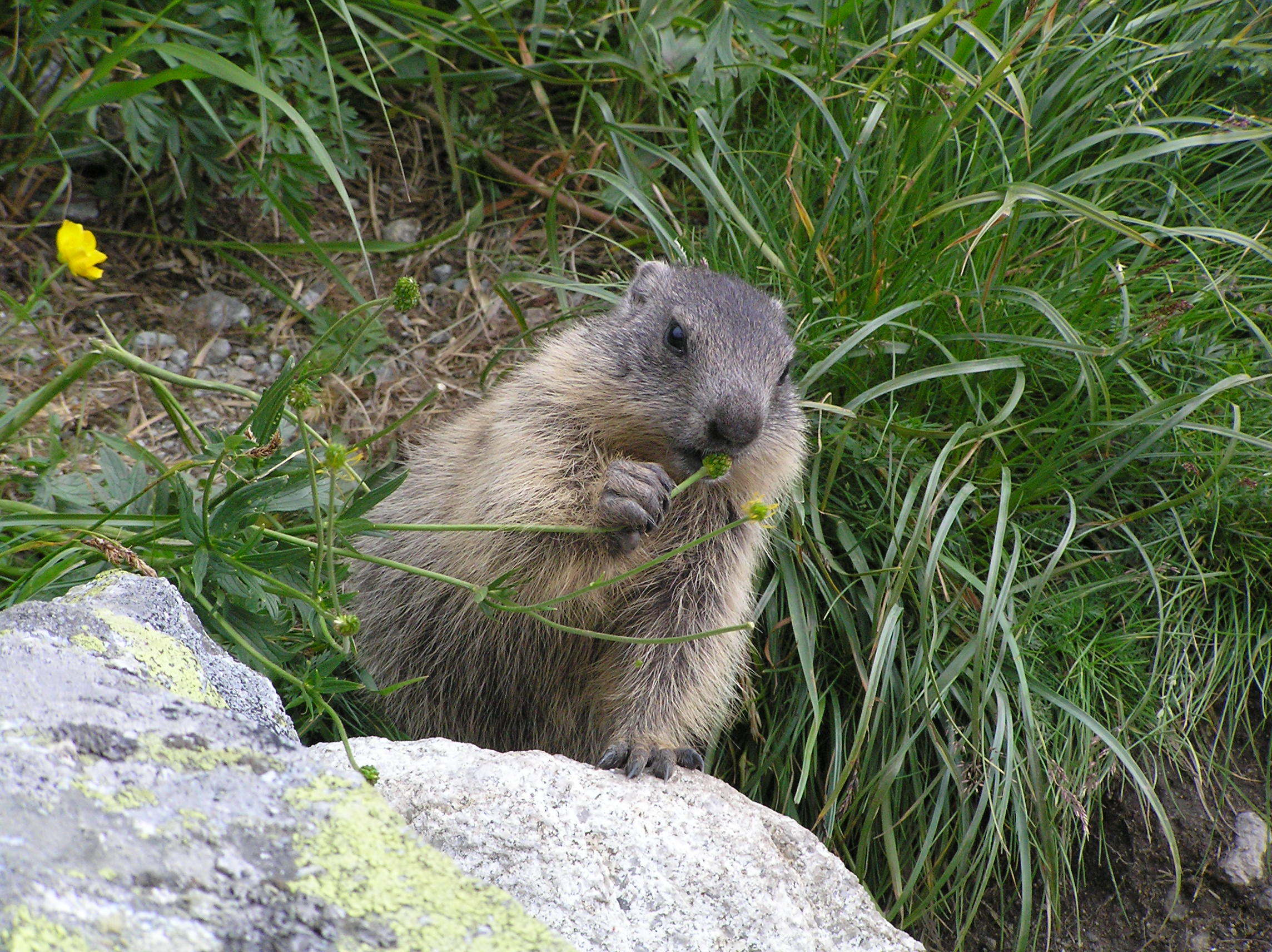
Świstak tatrzański podczas posiłku

Świstak tatrzański jest roślinożercą. Główne składniki jego pożywienia stanowią; roślinność zielna, krzewy i krzewinki, korzonki i bulwy. Skład pożywienia zmienia się wraz z okresami wegetacji roślinności tatrzańskiej. Do ulubionych wiosennych potraw należą trawy, a latem świstak najchętniej je goryczkę kropkowaną, kosmatkę brunatną, podbiałek alpejski, kuklika górskiego, marchwicę pospolitą oraz wiechlinę granitową. Wymienia się ponad 40 gatunków zjadanych roślin; są to, między innymi, bartsja alpejska, bodziszek leśny, boimka dwurzędowa, borówka czarna, ciemiężyca zielona, dzwonek alpejski, dzwonek wąskolistny, jaskier halny, jaskier platanolistny, jastrzębiec alpejski, koniczyna brunatna, kostrzewa barwna, kozłek bzowy, kozłek trójlistkowy, macierzanka halna, macierzanka nadobna, miłosna górska, mniszki, nawłoć alpejska, omieg górski, omieg kozłowiec, pięciornik złoty, podbiałek alpejski, przelot alpejski, rdest wężownik, rdest żyworodny, różeniec górski, sasanka alpejska, siekiernica górska, sit skucina, szczaw górski, śmiałek pogięty, świetliki, tomka alpejska, urdzik karpacki, wiechlina alpejska, zawilec narcyzowaty, zerwa kulista. Dorosły świstak zjada codziennie około 1,5 kg pożywienia. Zapotrzebowanie na wodę jest zaspokajane poprzez spożywanie soczystych roślin.
Świstak tatrzański jest narażony na ataki ze strony drapieżników: orła przedniego, wilka szarego, rysia euroazjatyckiego, lisa. Sama obecność człowieka też powoduje presję i zmiany zachowań. W odniesieniu do człowieka świstak zachowuje bezpieczny dystans ucieczki rzędu kilkunastu do kilkudziesięciu metrów. W stosunku do drapieżników dystans ten jest wyraźnie wydłużony i wynosi kilkaset metrów.

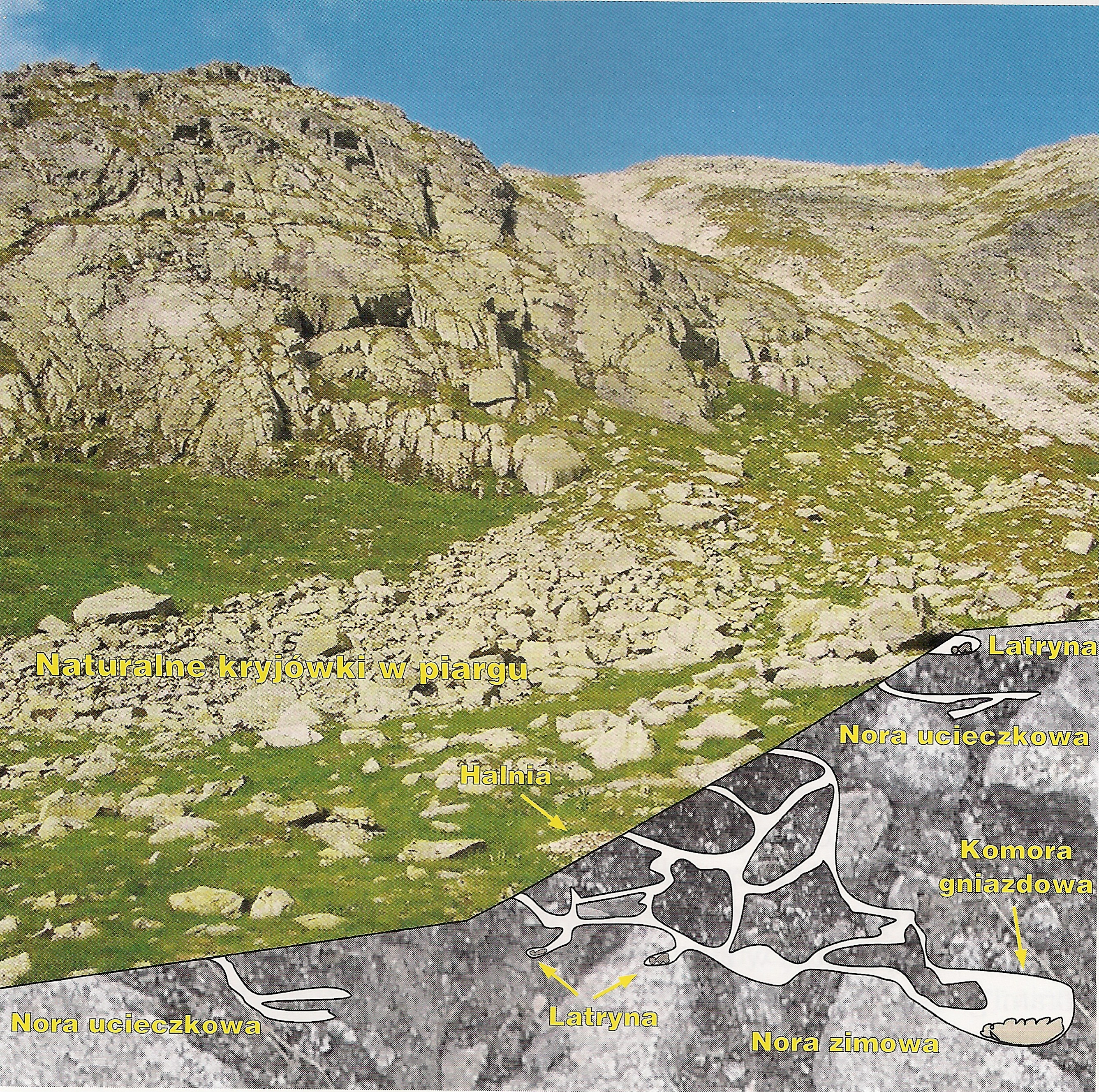
Biotop świstaka tatrzańskiego i schemat nor

### Siedlisko
Cała populacja świstaka tatrzańskiego mieści się na terenach słowackiego TANAP oraz Tatrzańskiego Parku Narodowego, biotop ma więc charakter pierwotny.
Typowe siedlisko M. marmota latirostris stanowią tereny tatrzańskie w strefie pięter roślinnych: regla górnego, kosodrzewiny (fragmenty trawiaste), halne (otwarte przestrzenie) i w ograniczonym zakresie turniowe, o średniej rocznej temperaturze od –3 do +3 °C. Świstak wybiera chętnie miejsca nasłonecznione. Kąt nachylenia zboczy górskich siedliska nie przekracza 40°. Świstak lubi otoczenie skał, które zapewniają dobry punkt obserwacyjny, a przy tym mogą być osłoną, pod którą może znaleźć dobre ukrycie. Gleba musi posiadać odpowiednią miąższość, umożliwiającą wykopanie nory.
W Tatrach górną granicę pionowego rozmieszczenia stanowisk wyznaczają warunki orograficzne. Powyżej 2300 m n.p.m. niska miąższość gleby w zasadzie uniemożliwia wykopanie nory. Najniżej położone stanowisko zinwentaryzowano na wysokości 1350 m n.p.m.
Centralna część kolonii zajmuje zwykle obszar około 2,5 ha. Powierzchnia terytorium uzależniona jest oczywiście od stanu pokrycia roślinnością oraz liczebności kolonii. Większość autorów podaje jednak znacznie mniejsze powierzchnie terytoriów zajmowanych przez kolonię: Peter Bopp 2000–2500 m², Josef Kratochvíl 7900 m², Milíč Blahout 2500–3600 m², Dymitr I. Bibikov 500–4500 m². Maksymalna zajmowana powierzchnia może sięgać 2–7 ha.

### Nora

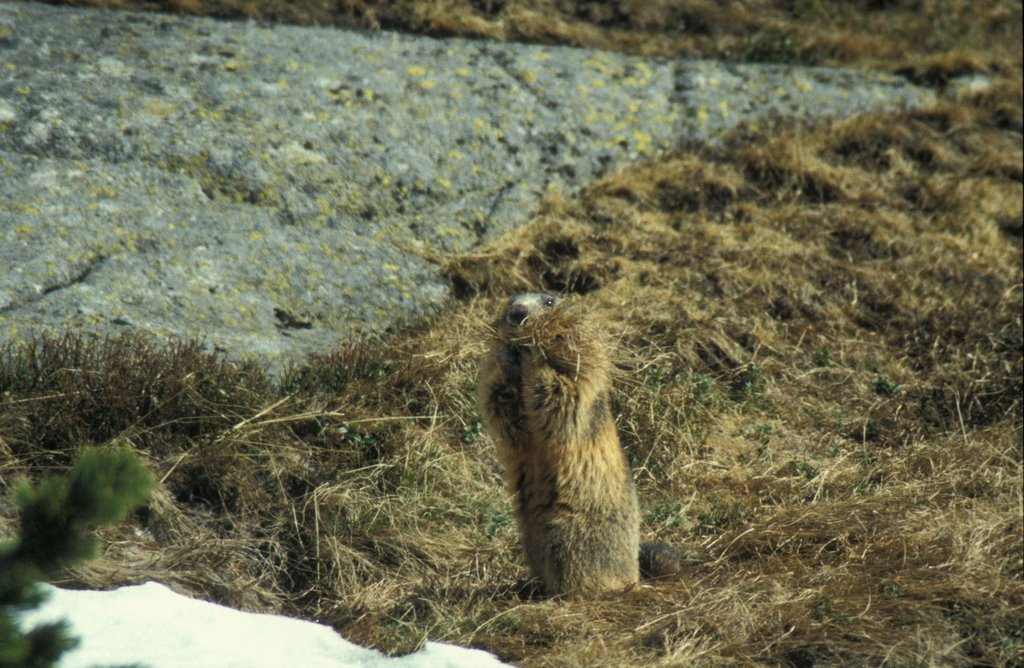
Świstak niosący susz do wyścielenia komory gniazdowej

Nora jest dla świstaka najważniejszym miejscem bytowania. Spędza w niej cały okres snu zimowego, a w okresie letnim nora daje mu schronienie. Dlatego odpowiednie warunki glebowe, dzięki którym łatwo wydrążyć korytarze, w znacznej mierze warunkują lokalizację danej kolonii. Istotne są zarówno miąższość gruntu, jak i układ warstw wodonośnych, który ma wpływ na uniknięcie podtopienia lub zalania. Komora gniazdowa jest wyściełana suszem lokalnej roślinności wiechlinowatej. Świstak wykorzystuje sit skucinę, boimkę dwurzędową, kostrzewy, trzcinniki oraz porosty lub mchy. Zebrana wyściółka nie jest wykorzystywana przez świstaki jako pożywienie. Zaobserwowano także zbieranie w tym celu przez świstaka porzuconych przez turystów chusteczek lub tkanin. Świstaki dbają o czystość swoich domostw, dlatego każda nora jest wyposażona w latrynę, która powstaje w uchyłkach bocznych korytarzy. Tylko tam świstak załatwia swoje potrzeby fizjologiczne. Podobnie lokalne świstacze latryny można znaleźć także poza formalnymi norami. Powstają doraźnie na terytorium rodziny, w krótkich korytarzach lub w zagłębieniach pod skałami.

#### Nora zimowa

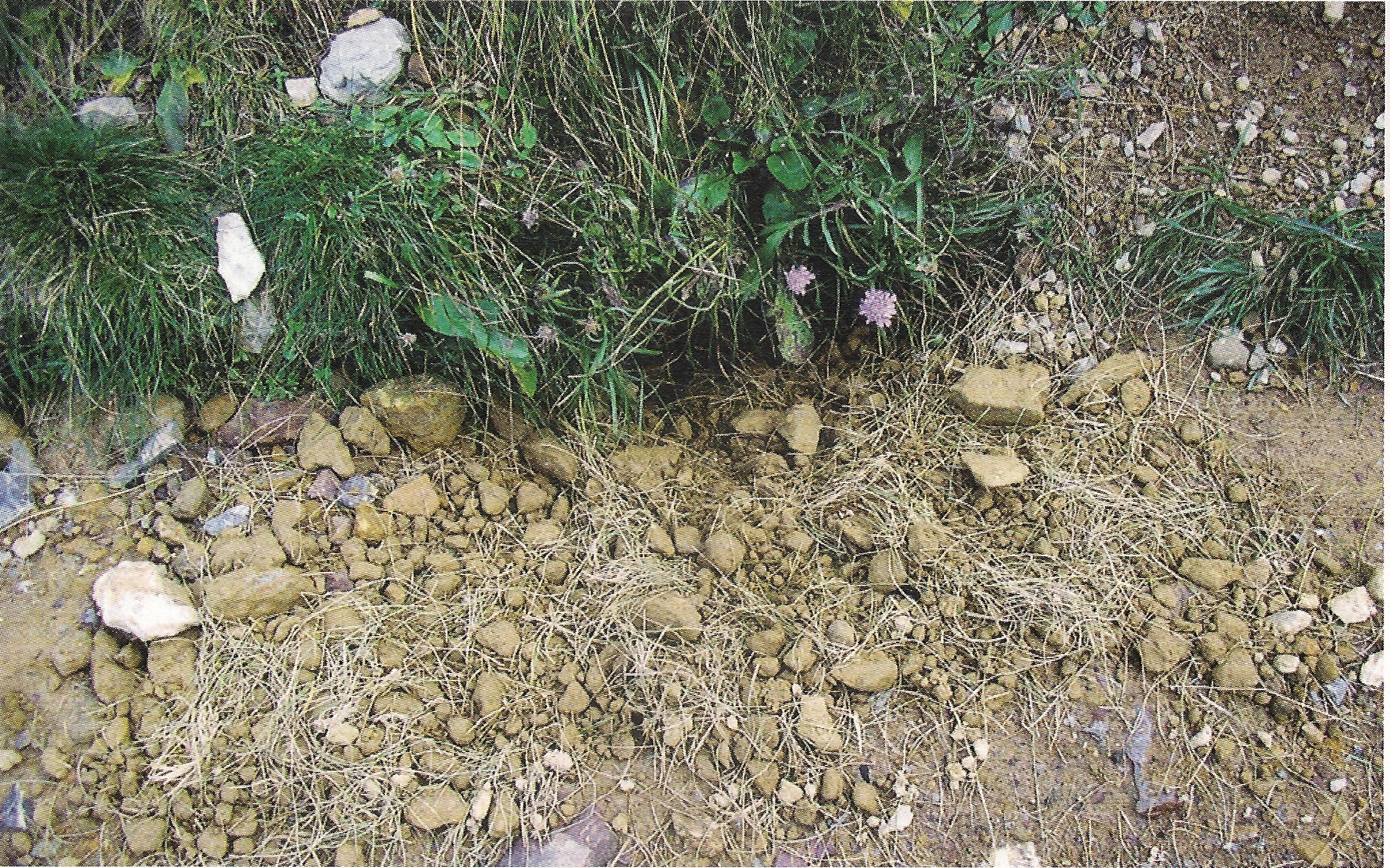
Tzw. zabitka zamykająca norę

Kluczową rolę w życiu tych zwierząt odgrywa nora zimowa. Rodzina świstaka spędza w niej średnio 215 dni w ciągu roku, stąd bierze się termin nora główna. Może ona stanowić także centrum życia świstaka. W skład nory zimowej wchodzi cały system rozgałęzionych tuneli, które łącznie mogą mieć ponad 10 m długości. Korytarze mają w przekroju kształt owalny o średnicy 15–18 cm, położone są stosunkowo płytko, ale poniżej poziomu zamarzania gruntu – przeciętnie 1,2 m poniżej poziomu ziemi. Centrum nory stanowi komora gniazdowa zlokalizowana na głębokości nawet 7 metrów, do której prowadzi kilka korytarzy dających możliwość skorzystania z oddalonych od siebie wejść. Komora jest obficie wymoszczona zniesionym przez zwierzęta sianem. Na przygotowanie na zimę jednej sypialni gryzonie te zużywają nawet 15 kg trawy. W okolicy wejść można zauważyć nasyp ziemny powstały w wyniku usuwania wydobytego w trakcie drążenia korytarzy materiału. Korytarze są wyposażone w niewielkie poszerzenia, które zapewniają możliwość wymijania się członków rodziny zmierzających w przeciwnych kierunkach. Przed zimą wejścia do nor są przez świstaki skrzętnie zabudowywane od środka ubitą ziemią, kamieniami i odchodami. W gwarze góralskiej taka zabudowa zimowa nory nazywana jest „zabiciem” lub „zabitką”.
W każdej norze zimuje rodzina licząca zazwyczaj 4 do 10 świstaków. W przeszłości relacje kłusowników świadczyły o tym, że z rozkopanej nory zimowej wyciągali od 2 do 15 osobników.

#### Nora letnia
Nora letnia, określana czasem jako przejściowa, to system korytarzy zbudowanych dla doraźnego używania w okresie letnim. Jest wydrążona płycej (nie musi chronić od chłodu z przemarzającej gleby), ma krótszy system korytarzy. Czasem zostaje po lecie pogłębiona i użytkowana na czas snu zimowego. Z kolei, o ile dana rodzina korzysta w lecie z nory zimowej, wówczas nie buduje już odrębnej nory letniej.

#### Nora ucieczkowa
Najczęściej spotykaną podziemną budowlą świstaka jest nora ucieczkowa, nazywana także awaryjną lub ratunkową. Są to doraźne schronienia przed drapieżnikami. Ich budowa jest bardzo prosta – czasem ich długość nie przekracza 1 metra, a wyposażone są tylko w jedno lub dwa wejścia i nie mają zbytnich rozgałęzień. Świstak stara się pokryć swoje terytorium siecią takich doraźnych schronień. Na terenie funkcjonowania jednej kolonii można znaleźć od 16 do 20 takich kryjówek, a zaniepokojone zwierzę potrafi pozostawać pod powierzchnią ziemi nawet kilka godzin. Świstak stara się nie oddalać od najbliższego schronienia na więcej niż 10–15 metrów. Z czasem również nory ratunkowe mogą zostać rozbudowane i podniesione do wyższej rangi.

## Świstak tatrzański w niewoli
Świstaki tatrzańskie nie są obecnie hodowane w polskich ogrodach zoologicznych. W latach 1924–1935 poznańskie zoo było w posiadaniu trzech osobników z polskiej populacji M. marmota, zaś od 1927 roku w krakowskiej Bażanciarni (której następcą był tamtejszy ogród zoologiczny) hodowano cztery świstaki tatrzańskie. Po II wojnie światowej pojedyncze osobniki tego podgatunku były eksponowane w czechosłowackich ogrodach zoologicznych.

## Zagrożenia i ochrona

### Ochrona prawna
Prawo międzynarodowe:
- konwencja berneńska – załącznik III
- dyrektywa siedliskowa – załącznik II i IV

Prawo krajowe:
- ochrona gatunkowa w Polsce – ochrona ścisła

Kategorie zagrożenia:
- Czerwona lista zwierząt ginących i zagrożonych w Polsce – EN
- Polska czerwona księga zwierząt – EN
- Lista dla Karpat – EN (w Polsce – CR)

Klasyfikacja IUCN: Marmota marmota marmota liczny, najmniejszej troski (LC). Podgatunek Marmota marmota latirostris należy do zwierząt rzadkich i wymaga ścisłej ochrony. Silnie zagrożony wyginięciem w Polsce ze względu na małą populację.

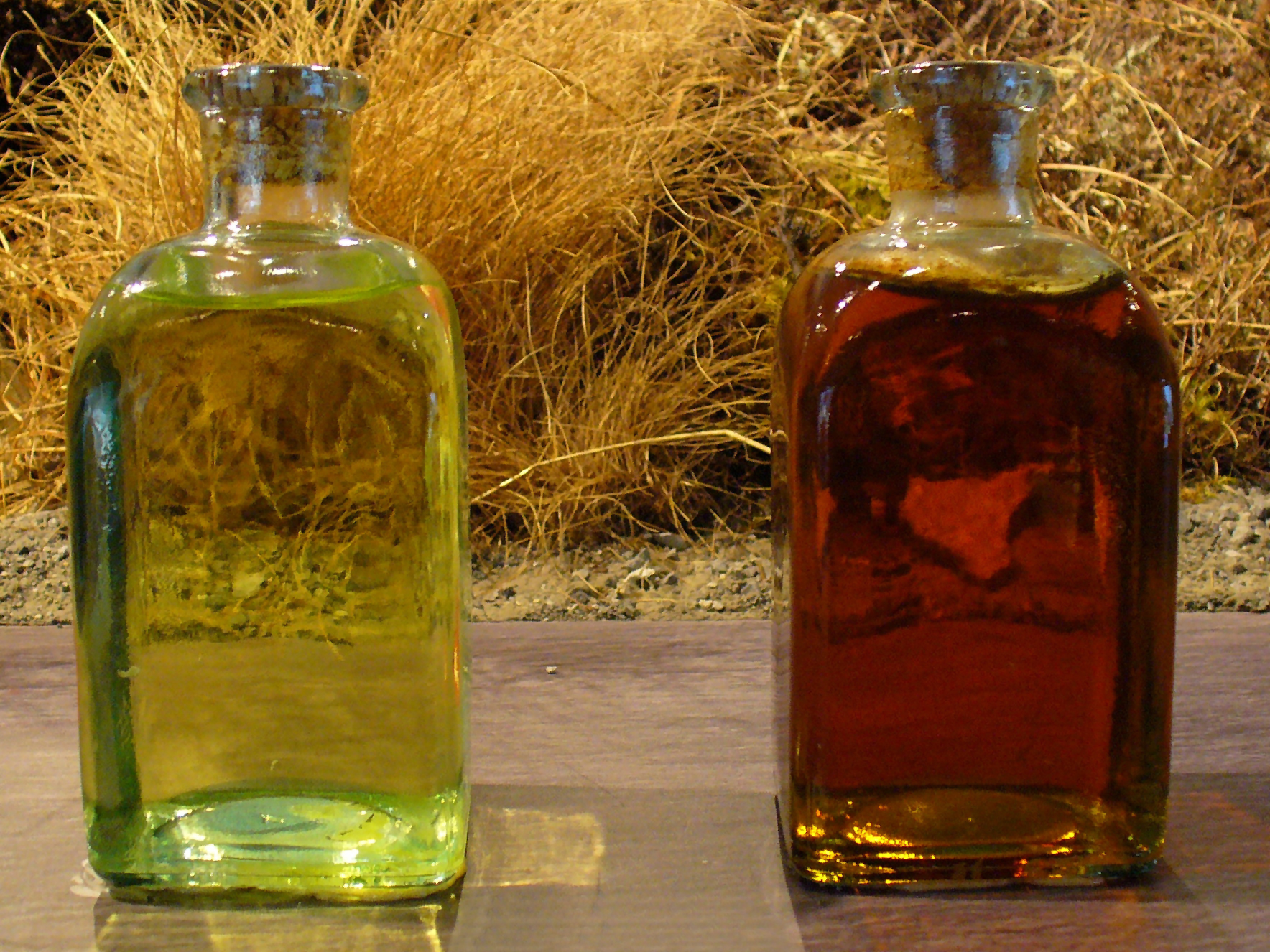
Tłuszcz ze świstaka: z tkanki białej i tkanki brunatnej

### Zagrożenia
Do XIX wieku w Tatrach prowadzono regularne polowania na świstaki, których skóry, mięso i tłuszcz były poszukiwanym towarem. Największy popyt istniał na sadło, co wynikało z jego zastosowania w medycynie ludowej i z powszechnego przekonania o cudownych właściwościach leczniczych. Sadło stosowano zarówno zewnętrznie jak i wewnętrznie przy przepuklinie. Podawano z mlekiem rodzącym matkom dla ułatwienia porodu i na wzmocnienie. Chorzy cierpiący na dolegliwości wewnętrzne zażywali sadło świstacze z wódką. Uważano, że goi ono rany, leczy „stwardniałe gruczoły” (węzły chłonne), łagodzi kaszel. Pod koniec lat 80. XIX w., gdy Zakopane uzyskało status uzdrowiska, zaczęło do niego przybywać wielu chorych na gruźlicę, poszukujących „cudownego lekarstwa” w postaci świstaczego sadła.
Skórki świstacze stosowane były do pokrywania końskich chomąt bądź sprzedawane jako futerka mieszkańcom miast. Sami górale na Podhalu nie używali ich do szycia własnych ubiorów. Skórka świeżo ściągnięta z zabitego zwierzęcia i przyłożona na bolące miejsce była używana przy chorobach reumatycznych. Wykorzystywano również mięso świstaków, które było uznawane za najlepsze z wszelkiej dziczyzny.
W drugiej połowie XIX wieku zachowały się tylko ostoje, które były niedostępne dla myśliwych. W 1881 po polskiej stronie Tatr zinwentaryzowano jedynie 30, a w 1888 roku 35 osobników.

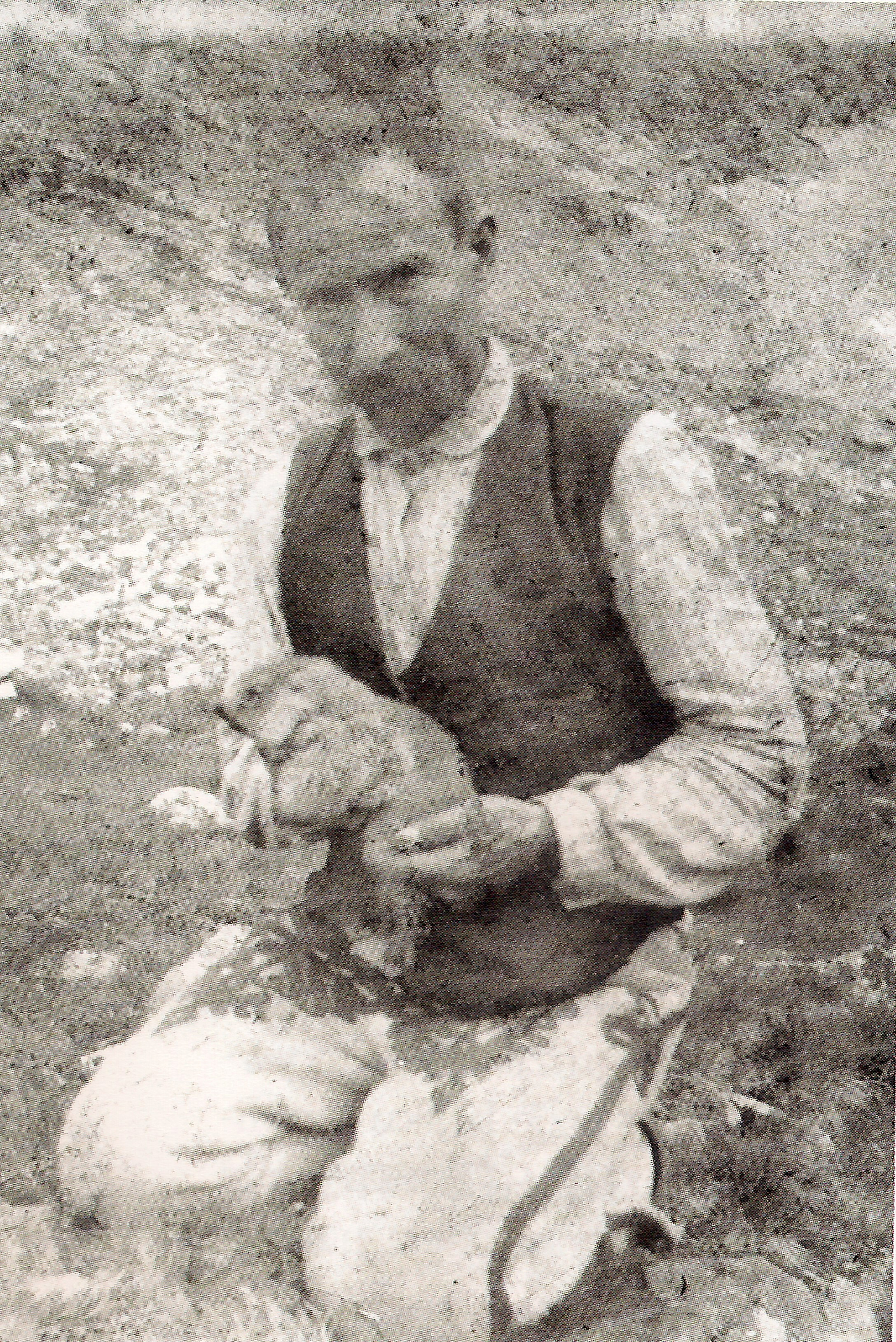
Klimek Bachleda ze schwytanym świstakiem

5 października 1868 roku pod naciskiem członków Komisji Fizjograficznej Towarzystwa Naukowego Krakowskiego (Maksymiliana Nowickiego, Ludwika Zejsznera i księdza dr Eugeniusza Janoty) Sejm Krajowy Galicji z siedzibą we Lwowie uchwalił ustawę „względem zakazu łapania, wytępienia i sprzedawania zwierząt alpejskich właściwych Tatrom, świstaka i dzikich kóz”. Był to pierwszy na świecie casus parlamentarnego trybu ustanowienia prawa chroniącego gatunki zwierząt. Ponowne pogorszenie sytuacji świstaka tatrzańskiego przyniosła I wojna światowa, od której datowany jest wzrost kłusownictwa. Od tego czasu zaczął się także wypas owiec na terenie siedlisk świstaka. Ponowną poprawę sytuacji przyniosło ustanowienie w 1954 roku Tatrzańskiego Parku Narodowego, którego granice obejmują wszystkie lokalizacje świstaka w polskich Tatrach.
Do głównych zagrożeń dla M. marmota latirostris zalicza się głównie presję ze strony drapieżników i kłusownictwo. Zmiany zachowań wywoływane są przez nadmierny ruch turystyczny i sportowy. Obecność człowieka ogranicza także kontakty między koloniami (np. w rejonie Kasprowego Wierchu), które są niezbędne dla wymiany materiału genetycznego, a także zwiększa zagrożenie dodatkowymi chorobami, w tym robaczycami.

### Liczebność
Od czasu znacznego wytępienia świstaków w XIX wieku ich liczebność powoli się zwiększa. W 1881 roku w polskich Tatrach żyło 30 świstaków, w 1888 – 35, w 1928 oraz w 1952 – 50, w 1982 od 108 do 132, a w 2003 roku około 190 sztuk. Łącznie po obu stronach Tatr na początku XXI wieku podawano około 700–800 zwierząt tego podgatunku.